# Lúcia Hiratsuka
Lúcia Hiratsuka (Duartina, São Paulo, 1960) é uma artista plástica, ilustradora e escritora brasileira.

## Biografia
De ascendência japonesa, recebeu em 1988 uma bolsa de estudos para a Universidade de Educação de Fukuoka, no Japão, para pesquisar sobre os e-hons (que já eram, à época, sua principal influência artística). Voltou para o Brasil no ano seguinte, já trabalhando com ilustração.

## Obra
Em 1995, ganhou o Troféu APCA por seus livros Hatikazuki Hime, Momotaro e Tanabata (todos da coleção Contos e Lendas Japonesas). Em 2019, Lúcia ganhou o Prêmio Jabuti em duas categorias: "melhor livro juvenil", por Histórias guardadas pelo rio (Edições SM) e "melhor ilustração", por Chão de peixes (Pequena Zahar).